# Phonorhynchus helgolandicus
Phonorhynchus helgolandicus är en plattmaskart som först beskrevs av Ilya Ilyich Mechnikov 1865, och fick sitt nu gällande namn av Graff 1905. Phonorhynchus helgolandicus ingår i släktet Phonorhynchus och familjen Polycystididae. Arten är reproducerande i Sverige. Inga underarter finns listade i Catalogue of Life.